# Grand Prix moto de France 2007
Le Grand Prix moto de France Alice 2007 est le cinquième rendez-vous de la saison 2007 du championnat du monde de vitesse moto. Il s'est déroulé sur le circuit Bugatti au Mans du 18 au 20 mai 2007.

## Course MotoGP

### Résumé
L'américain Colin Edwards, qui a réalisé le meilleur chrono lors des essais, s'élance en pole position. Cependant, dès le départ les pilotes doivent composer avec la pluie qui fait chuter successivement Carlos Checa, Sylvain Guintoli, Toni Elias et le leader de la course après 8 tours Randy de Puniet. À cause des conditions météorologiques humides, les pilotes changent de machine dans les stands grâce à une nouvelle réglementation leur autorisant ces changements lorsque la pluie vient perturber la course. La lutte entre les pilotes profite à l'australien Chris Vermeulen qui prend la tête dès le 11e tour. Pressé pendant quelques tours par Casey Stoner, Daniel Pedrosa et Marco Melandri, Vermeulen parvient à creuser l'écart sur ses poursuivants tandis que l'italien Valentino Rossi connaît des difficultés avec sa Yamaha. À trois tours de la fin, l'américain Nicky Hayden chute sévèrement alors qu'il était en quatrième position. À l'avant de la course, les écarts se stabilisent : Melandri (second), Stoner (troisième) et Pedrosa (quatrième) assurent leur position en fin de course derrière Vermeulen qui remporte finalement la course.
Le pilote australien remporte ainsi son premier grand prix à 24 ans. Sa meilleure performance était jusque-là une seconde place obtenue la saison précédente en Australie.

### Classement final MotoGP
| Pos. | n° | Pilote           | Moto     | Tours | Temps/Écart     | Départ | Points |
| ---- | -- | ---------------- | -------- | ----- | --------------- | ------ | ------ |
| 1    | 71 | Chris Vermeulen  | Suzuki   | 28    | 50 min 58 s 713 | 12     | 25     |
| 2    | 33 | Marco Melandri   | Honda    | 28    | +12 s 599       | 9      | 20     |
| 3    | 27 | Casey Stoner     | Ducati   | 28    | +27 s 347       | 2      | 16     |
| 4    | 26 | Daniel Pedrosa   | Honda    | 28    | +37 s 328       | 10     | 13     |
| 5    | 66 | Alex Hofmann     | Ducati   | 28    | +49 s 166       | 17     | 11     |
| 6    | 46 | Valentino Rossi  | Yamaha   | 28    | +53 s 563       | 4      | 10     |
| 7    | 21 | John Hopkins     | Suzuki   | 28    | +1 min 01 s 073 | 5      | 9      |
| 8    | 65 | Loris Capirossi  | Ducati   | 28    | +1 min 21 s 241 | 15     | 8      |
| 9    | 6  | Makoto Tamada    | Yamaha   | 27    | +1 tour         | 16     | 7      |
| 10   | 50 | Sylvain Guintoli | Yamaha   | 27    | +1 tour         | 11     | 6      |
| 11   | 11 | Fonsi Nieto      | Kawasaki | 27    | +1 tour         | 19     | 5      |
| 12   | 5  | Colin Edwards    | Yamaha   | 25    | +3 tours        | 1      | 4      |
| ab.  | 4  | Alex Barros      | Ducati   | 27    | Accident        | 13     |        |
| ab.  | 10 | Kenny Roberts Jr | KR212V   | 26    | Retrait         | 18     |        |
| ab.  | 1  | Nicky Hayden     | Honda    | 25    | Accident        | 7      |        |
| ab.  | 56 | Shinya Nakano    | Honda    | 20    | Accident        | 20     |        |
| ab.  | 14 | Randy de Puniet  | Kawasaki | 8     | Accident        | 8      |        |
| ab.  | 24 | Toni Elías       | Honda    | 7     | Accident        | 6      |        |
| ab.  | 7  | Carlos Checa     | Honda    | 6     | Accident        | 3      |        |

## Course 250cm³

### Classement final 250 cm³
| Pos. | n° | Pilote              | Moto    | Tours | Temps/Écart     | Départ | Points |
| ---- | -- | ------------------- | ------- | ----- | --------------- | ------ | ------ |
| 1    | 1  | Jorge Lorenzo       | Aprilia | 26    | 43 min 12 s 237 | 1      | 25     |
| 2    | 34 | Andrea Dovizioso    | Honda   | 26    | +0 s 156        | 8      | 20     |
| 3    | 3  | Alex De Angelis     | Aprilia | 26    | +2 s 733        | 6      | 16     |
| 4    | 80 | Héctor Barberá      | Aprilia | 26    | +5 s 971        | 3      | 13     |
| 5    | 60 | Julián Simón        | Honda   | 26    | +6 s 111        | 2      | 11     |
| 6    | 58 | Marco Simoncelli    | Gilera  | 26    | +22 s 753       | 7      | 10     |
| 7    | 36 | Mika Kallio         | KTM     | 26    | +23 s 139       | 9      | 9      |
| 8    | 19 | Álvaro Bautista     | Aprilia | 26    | +27 s 416       | 5      | 8      |
| 9    | 73 | Shuhei Aoyama       | Honda   | 26    | +28 s 915       | 12     | 7      |
| 10   | 14 | Anthony West        | Aprilia | 26    | +33 s 950       | 11     | 6      |
| 11   | 8  | Ratthapark Wilairot | Honda   | 26    | +57 s 900       | 20     | 5      |
| 12   | 32 | Fabrizio Lai        | Aprilia | 26    | +58 s 011       | 13     | 4      |
| 13   | 25 | Alex Baldolini      | Aprilia | 26    | +1 min 06 s 251 | 22     | 3      |
| 14   | 44 | Taro Sekiguchi      | Aprilia | 26    | +1 min 06 s 720 | 18     | 2      |
| 15   | 50 | Eugene Laverty      | Honda   | 26    | +1 min 07 s 649 | 19     | 1      |
| 16   | 28 | Dirk Heidolf        | Aprilia | 26    | +1 min 14 s 837 | 16     |        |
| 17   | 9  | Arturo Tizón        | Aprilia | 26    | +1 min 31 s 455 | 23     |        |
| 18   | 41 | Aleix Espargaró     | Aprilia | 26    | +1 min 39 s 701 | 14     |        |
| ab.  | 10 | Imre Toth           | Aprilia | 15    | Retrait         | 21     |        |
| ab.  | 4  | Hiroshi Aoyama      | KTM     | 12    | Retrait         | 10     |        |
| ab.  | 16 | Jules Cluzel        | Aprilia | 5     | Accident        | 15     |        |
| ab.  | 17 | Karel Abraham       | Aprilia | 5     | Accident        | 17     |        |
| ab.  | 12 | Thomas Lüthi        | Aprilia | 2     | Retrait         | 4      |        |
| DNS  | 15 | Roberto Locatelli   | Gilera  |       |                 | 24     |        |

## Course 125 cm³

### Classement final 125 cm³
| Pos. | n° | Pilote             | Moto    | Tours | Temps/Écart                   | Départ | Points |
| ---- | -- | ------------------ | ------- | ----- | ----------------------------- | ------ | ------ |
| 1    | 33 | Sergio Gadea       | Aprilia | 24    | 41 min 50 s 112               | 6      | 25     |
| 2    | 52 | Lukas Pesek        | Derbi   | 24    | +0 s 478                      | 5      | 20     |
| 3    | 38 | Bradley Smith      | Honda   | 24    | +2 s 963                      | 2      | 16     |
| 4    | 14 | Gabor Talmacsi     | Aprilia | 24    | +13 s 516                     | 8      | 13     |
| 5    | 6  | Joan Olivé         | Aprilia | 24    | +13 s 845                     | 18     | 11     |
| 6    | 55 | Hector Faubel      | Aprilia | 24    | +15 s 098                     | 4      | 10     |
| 7    | 11 | Sandro Cortese     | Aprilia | 24    | +15 s 603                     | 14     | 9      |
| 8    | 24 | Simone Corsi       | Aprilia | 24    | +15 s 664                     | 13     | 8      |
| 9    | 63 | Mike Di Meglio     | Honda   | 24    | +15 s 777                     | 10     | 7      |
| 10   | 71 | Tomoyoshi Koyama   | KTM     | 24    | +19 s 108                     | 3      | 6      |
| 11   | 44 | Pol Espargaro      | Aprilia | 24    | +23 s 920                     | 19     | 5      |
| 12   | 7  | Alexis Masbou      | Honda   | 24    | +24 s 210                     | 11     | 4      |
| 13   | 34 | Randy Krummenacher | KTM     | 24    | +29 s 517                     | 15     | 3      |
| 14   | 60 | Michael Ranseder   | Derbi   | 24    | +29 s 701                     | 9      | 2      |
| 15   | 22 | Pablo Nieto        | Aprilia | 24    | +34 s 936 (+20 s de pénalité) | 17     | 1      |
| 16   | 8  | Lorenzo Zanetti    | Aprilia | 24    | +45 s 124                     | 16     |        |
| 17   | 27 | Stefano Bianco     | Aprilia | 24    | +45 s 308                     | 20     |        |
| 18   | 53 | Simone Grotzkyj    | Aprilia | 24    | +46 s 142                     | 21     |        |
| 19   | 18 | Nicolas Terol      | Derbi   | 24    | +46 s 350                     | 22     |        |
| 20   | 77 | Dominique Aegerter | Aprilia | 24    | +1 min 00 s 825               | 25     |        |
| 21   | 13 | Dino Lombardi      | Honda   | 24    | +1 min 00 s 948               | 23     |        |
| 22   | 20 | Roberto Tamburini  | Aprilia | 24    | +1 min 09 s 701               | 27     |        |
| 23   | 95 | Robert Muresan     | Derbi   | 24    | +1 min 10 s 101               | 24     |        |
| 24   | 56 | Hugo van den Berg  | Aprilia | 24    | +1 min 10 s 295               | 29     |        |
| 25   | 37 | Joey Litjens       | Honda   | 24    | +1 min 10 s 471               | 30     |        |
| 26   | 15 | Federico Sandi     | Aprilia | 24    | +1 min 16 s 496               | 31     |        |
| 27   | 99 | Daniel Webb        | Honda   | 24    | +1 min 21 s 822               | 32     |        |
| 28   | 46 | Romain Maitre      | Honda   | 23    | +1 tour                       | 34     |        |
| 29   | 47 | Steven Le Coquen   | Honda   | 23    | +1 tour                       | 36     |        |
| ab.  | 75 | Mattia Pasini      | Aprilia | 19    | Retrait                       | 1      |        |
| ab.  | 35 | Raffaele De Rosa   | Aprilia | 15    | Retrait                       | 12     |        |
| ab.  | 29 | Andrea Iannone     | Aprilia | 14    | Accident                      | 7      |        |
| ab.  | 48 | Julien Cartron     | Honda   | 11    | Retrait                       | 35     |        |
| ab.  | 51 | Steve Bonsey       | KTM     | 3     | Accident                      | 28     |        |
| DNQ  | 49 | Gwen Le Badezet    | Honda   |       |                               |        |        |